# Sielsowiet Barsuki
Sielsowiet Barsuki (biał. Барсукоўскі сельсавет, Barsukouski sielsawiet; ros. Барсуковский сельсовет) – sielsowiet na Białorusi, w obwodzie homelskim, w rejonie kormańskim, z siedzibą w Barsukach.

## Demografia
Według spisu z 2009 sielsowiet Barsuki zamieszkiwało 628 osób, w tym 587 Białorusinów (93,47%), 15 Rosjan (2,39%), 13 Romów (2,07%), 4 Ukraińców (0,64%), 3 Mołdawian (0,48%), 2 Tatarów (0,32%), 1 Polak (0,16%), 2 osoby innych narodowości i 1 osoba, która nie podała żadnej narodowości.

## Geografia i transport
Sielsowiet położony jest w środkowej części rejonu kormańskiego, na zachód od stolicy rejonu Kormy.
Przez sielsowiet przebiega droga republikańska R30.

## Miejscowości
- agromiasteczko:
  - Barsuki
- wsie:
  - Bialou
  - Nawasiołki
  - Rewut
  - Syrskaja Buda
  - Tarachauka